# Prima pagina
La prima pagina è la pagina di apertura di un giornale, in particolare di un quotidiano.
In generale, la prima pagina presenta sempre: la testata (ovvero il nome del quotidiano); il corpo della pagina, che contiene gli articoli sulle principali notizie della giornata. Spesso gli articoli sono affiancati da immagini fotografiche.

Molte testate presentano in apertura (cioè in alto a sinistra) un articolo, che si configura come il pezzo più importante della pagina.  In alcune testate il direttore scrive ogni giorno l'articolo di apertura. 

Spesso gli articoli che iniziano nella prima pagina continuano nelle pagine interne. Ciò è dovuto in parte al bisogno di collocare in pagina tutte le notizie importanti e in parte al fatto che oggi le dimensioni dei quotidiani sono molto ridotte (è stato abbandonato il formato lenzuolo ed è stato adottato il compact o il tabloid).
Completano il disegno della prima pagina: una vignetta satirica, messaggi pubblicitari o altri elementi caratteristici. L'importanza di una notizia rispetto ad un'altra è determinata sia dalla posizione (quelle più rilevanti vengono collocate in alto), sia dallo spazio e dalle dimensioni dei caratteri che essa occupa.
Per la redazione è di fondamentale importanza che siano presentati tutti i fatti del giorno; inoltre bisogna fornire utili indicazioni e anticipazioni su cosa il lettore troverà dentro il giornale. Quindi la prima pagina dev'essere contemporaneamente sintetica e attraente.
La prima pagina è la più importante di un giornale, anche perché è la sola visibile prima dell'acquisto del giornale, in edicola. L'avvento dei giornali online non ne ha cambiato le caratteristiche fondamentali.

## Composizione
testata
     articolo di fondo
     articolo di spalla
     taglio alto
     taglio medio
     taglio basso

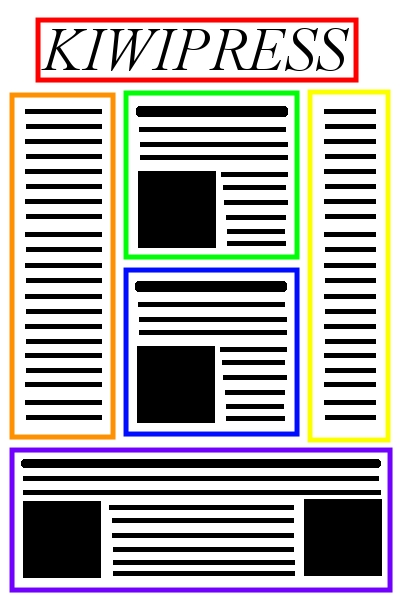
Schema generico di una prima pagina:
testata
articolo di fondo
articolo di spalla
taglio alto
taglio medio
taglio basso

Non esistono regole fisse nella determinazione dello schema da seguire, né negli argomenti da inserire nella creazione di una prima pagina. La redazione di un quotidiano, a seconda dell'orientamento editoriale, è completamente libera sia nella scelta della scaletta delle notizie a cui si vuole dare risalto, sia nella presentazione grafica di queste ultime. Si può scegliere, ad esempio, di riportare interamente la notizia principale in prima pagina, sviluppando le altre nelle pagine interne, oppure di dare spazio a più notizie possibili, sintetizzandone il contenuto e rinviando la lettura completa all'interno del giornale.
In linea di principio, si possono individuare alcune zone tipiche di una prima pagina di un quotidiano:
- la testata, elemento distintivo del giornale, è composta dal nome del quotidiano, sotto il quale compaiono alcune informazioni: prezzo, data di uscita (con il numero progressivo), indirizzo della sede, e altri dati. Ai due lati della testata possono comparire due riquadri, chiamati manchette: ciascuna di esse contiene generalmente un annuncio pubblicitario;
- l'articolo di fondo, firmato dal direttore, oppure un articolo d'opinione di una grande firma, collocato in una colonna in alto a sinistra;
- l'articolo di spalla, pubblicato su una colonna in alto a destra;
- il taglio alto, collocato al di sotto della testata e dedicato generalmente alla notizia principale del giorno, che costituisce la cosiddetta apertura;
- il taglio medio, che occupa la sezione centrale della prima pagina, dedicata ad altre notizie importanti;
- il taglio basso, che ricopre la zona inferiore, riservata a notizie minori e/o ai corsivi (fino ai primi anni del XX secolo vi appariva un romanzo a puntate o feuilleton);
- la finestra (box) è un riquadro contenente l'anticipazione di una notizia importante. Generalmente il testo rimanda a una pagina interna, dove l'argomento viene ampiamente sviluppato.